# ヴァイル (オーバーバイエルン)
ヴァイル (ドイツ語: Weil) はドイツ連邦共和国バイエルン州オーバーバイエルン行政管区のランツベルク・アム・レヒ郡に属す町村（以下、本項では便宜上「町」と記述する）である。

## 地理

### 自治体の構成
この町は、公式には14の地区 (Ort) からなる。このうち小集落や孤立農場などを除く集落を以下に列記する。
- ボイアーバッハ
- ゲレーツハウゼン
- ペステナッカー
- ペッツェンハウゼン
- シュヴァプハウゼン・バイ・ランツベルク
- ヴァイル

## 歴史
ヴァイルという集落名はローマ帝国時代のヴィラ（Villa = 大農園）に由来する。この町はバイエルン選帝侯領のミュンヘン会計局およびランツベルク地方裁判所に属した。ドイツ騎士団（ブルーメンタール管区）はこの地にホーフマルクを有していた。バイエルンの行政改革に伴う1818年の市町村令によって自治体としてのヴァイルが成立した。現在の自治体ヴァイルは、1972年1月1日の市町村再編により、それまで独立した町村であったヴァイル、ボイアーバッハ、ゲレーツハウゼン、ペステナッカー、ペッツェンハウゼン、シュヴァプハウゼンが合併し、拡大したものである。

### 人口推移
- 1970年 2,278人
- 1987年 2,608人
- 2000年 3,321人

### 紋章
図柄: 銀地に黒い先広十字。中央に銀の小盾が重ねられており、小盾内には赤い羊毛刈りばさみが描かれている。

## 文化と見所

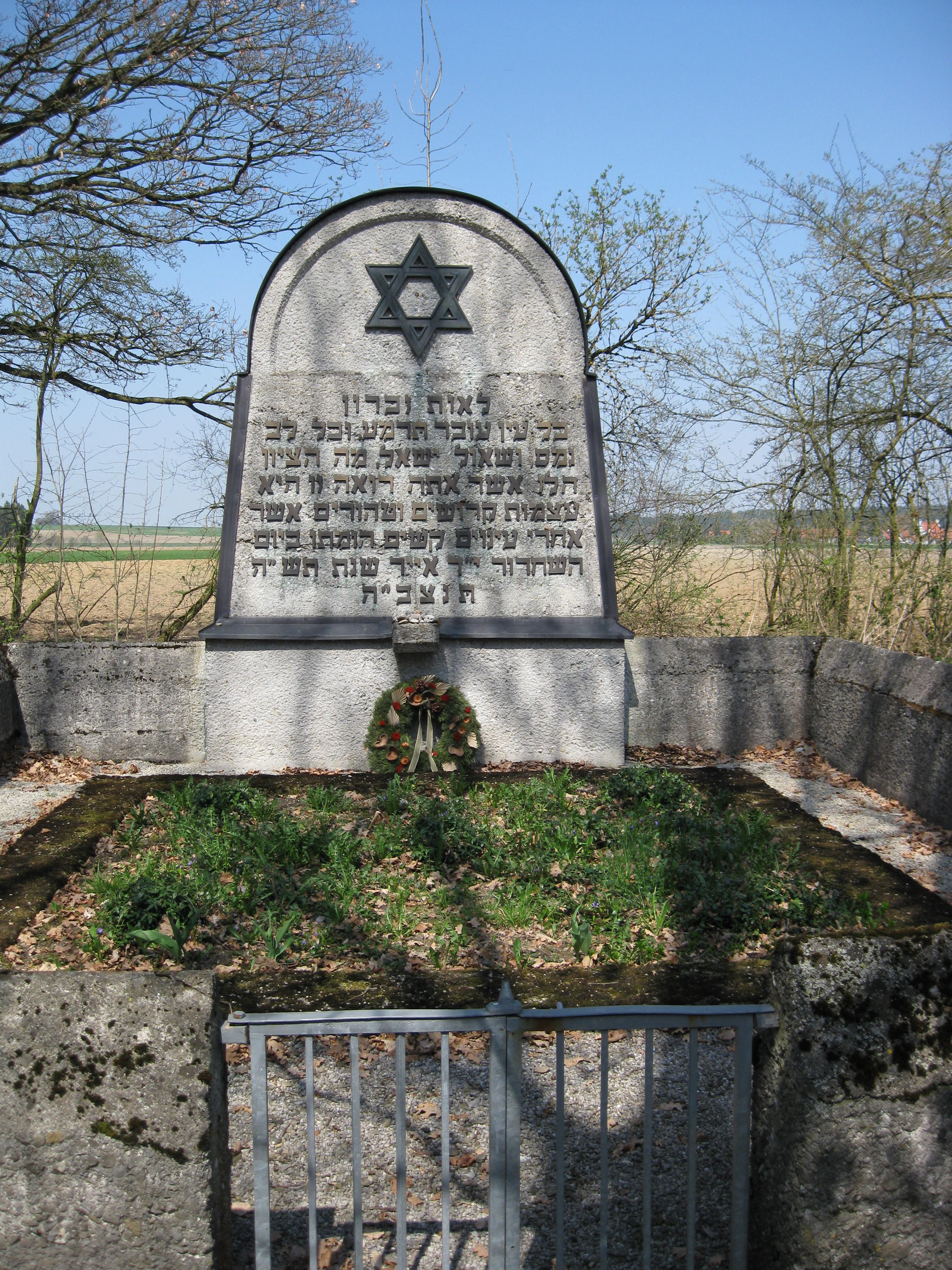
シュヴァプハウゼンの墓地にあるナチス犠牲者の共同墓

ヴァイルはペステナッカー近郊にある石器時代の入植地跡の遺跡が知られている。
シュヴァプハウゼン地区の名誉墓地には、130人のナチス政権の犠牲者の共同墓が建てられている。

## 引用
1. ↑  https://www.statistikdaten.bayern.de/genesis/online?operation=result&code=12411-003r&leerzeilen=false&language=de Genesis-Online-Datenbank des Bayerischen Landesamtes für Statistik Tabelle 12411-003r Fortschreibung des Bevölkerungsstandes: Gemeinden, Stichtag (Einwohnerzahlen auf Grundlage des Zensus 2011)
2. ↑  Bayerische Landesbibliothek Online
3. ↑  Gedenkstätten für die Opfer des Nationalsozialismus. Eine Dokumentation, Band 1. Bundeszentrale für politische Bildung, Bonn 1995, ISBN 3-89331-208-0, S. 198